# Sclérite (corail)
Les sclérites, aussi appelé spicules, sont, chez les coraux mous, des spicules calcaires présentes au sein de la mésoglée et apportant une certaine rigidité au corail.

## Description
Les sclérites sont des petits cristaux longitudinaux calcaires qui mesure quelques millimètres de long et moins d'un millimètre d’épaisseur. Ils sont produits par des cellules nommées les scléroblastes.
Chez certaines espèces de sinularia, les sclérites sont si nombreuses, notamment dans le pied, qu’elles fusionnent pour former de la roche calcaire appelée spiculite.